# Bantouankpéba
Bantouankpéba, également appelé Bantonkoéra, est un village du département et la commune rurale de Manni, situé dans la province de la Gnagna et la région de l’Est au Burkina Faso.

## Géographie

### Situation
Bantouankpéba est situé à 4 km au Nord-Est de Manni près de la rivière Gouaya sur la route menant à Coalla.

### Démographie
- En 2003, le village comptait habitants estimés[3].
- En 2006, le village comptait Modèle:Nité recensés[1].

## Santé et éducation
Le centre de soins le plus proche de Bantouankpéba est le centre médical de Manni.